# Yevgeni Penyaev
Yevgeni Ivanovich Penyaev (en russe : Евгений Иванович Пеняев), né le 16 mai 1942 à Moscou (RSFS de Russie), est un céiste soviétique. En activité dans les années 1960, il pratique la course en ligne.

## Palmarès aux Jeux olympiques
- Jeux olympiques de 1964 à Tokyo :
  -  Médaille de bronze en C-1 1 000 m